# August Mustel
Auguste Victor Mustel (Le Havre, 24 gennaio 1842 – Parigi, 1919) è stato un organista e inventore francese, fabbricante di organi e realizzatore dello strumento chiamato celesta.